# Araripenepa
Araripenepa is een geslacht van wantsen uit de familie van de Nepidae (Waterschorpioenen). Het geslacht werd voor het eerst wetenschappelijk beschreven door Nel & Pella in 2020.

## Soorten
Het genus is monotypisch en bevat alleen de volgende soort:

- Araripenepa vetussiphonis Nel & Pella, 2020